# Rasvuori
Rasvuori är en kulle i Finland. Den ligger i Miehikkälä och landskapet Kymmenedalen, i den södra delen av landet, 160 km öster om huvudstaden Helsingfors. Toppen på Rasvuori är 83 meter över havet.
Terrängen runt Rasvuori är huvudsakligen platt. Runt Rasvuori är det mycket glesbefolkat, med 6 invånare per kvadratkilometer. I omgivningarna runt Rasvuori växer i huvudsak blandskog.